# 藏棒锤瓜
藏棒锤瓜（学名：Neoalsomitra clavigera）为葫芦科棒锤瓜属下的一个种。

## 扩展阅读
- 維基物種上的相關：藏棒锤瓜